# Норвеј (Јужна Каролина)
Норвеј (енгл. Norway) град је у америчкој савезној држави Јужна Каролина.

## Демографија
По попису из 2010. године број становника је 337, што је 52 (-13,4%) становника мање него 2000. године.
| Група             | 2000.       | 2010.       |
| Белци             | 194 (49,9%) | 134 (39,8%) |
| Афроамериканци    | 176 (45,2%) | 182 (54,0%) |
| Азијати           | 1 (0,3%)    | 0 (0,0%)    |
| Хиспаноамериканци | 6 (1,5%)    | 13 (3,9%)   |
| Укупно            | 389         | 337         |